# Утікачки, у пошуках волі
«Утікачки, у пошуках волі» (ісп. Fugitivas, en busca de la libertad) — мексиканський телесеріал 2024 року у жанрі драми та створений компанією TelevisaUnivision, W Studios. В головних ролях — Арап Бетке, Еріка Буенфіль, Сесар Евора, Хуан Мартін Хаурегі, Артуро Кармона, Даніела Альварес. Перша серія вийшла в ефір 1 липня 2024 р. Серіал має 1 сезон. Завершився 80-м епізодом, який вийшов у ефір 18 жовтня 2024 р. Продюсер серіалу — Лусеро Суарес. Серіал є адаптацією чилійського серіалу «Утікачки», 2016 р.

## Сюжет
Історія чотирьох жінок, які втекли з в'язниці та сховалися в барі, бажаючи розпочати нове життя.

## Актори та ролі
| Актор                 | Роль                         |
| --------------------- | ---------------------------- |
| Арап Бетке            | Алехандро Кастільо «Адвокат» |
| Еріка Буенфіль        | Марта Пінеда                 |
| Сесар Евора           | Патрісіо                     |
| Хуан Мартін Хаурегі   | Ісмаель Домінгес             |
| Артуро Кармона        | Ніколас Артеага              |
| Даніела Альварес      | Лорена Мартінес              |
| Гільєрмо Кінтанілья   | Артуро Маркеса               |
| Марія Алісія Дельгадо | Чаро Ернандес                |
| Сачі Тамашіро         | Фріда Сеговія                |
| Росіо де Сантьяго     | Ліссет Парра                 |
| Кріс Паскаль          | Даріо Естрада                |
| Полетт Ернандес       | Флоренсія Маркес             |
| Альдо Герра           | Ерік Сотомайор               |
| Луз Едіт Рохас        | Софія                        |
| Сугей Абрего          |                              |
| Ана Патрісія Рохо     | Естер Суарес                 |

## Сезони
| Сезон | Епізоди | Епізоди | Оригінальний показ | Оригінальний показ | Оригінальний показ |
| Сезон | Епізоди | Епізоди | Перший показ       | Останній показ     | Мережа             |
| ----- | ------- | ------- | ------------------ | ------------------ | ------------------ |
| 1     | 80      | 80      | 1 липня 2024       | 18 жовтня 2024     | Las Estrellas      |

## Аудиторія
| Країна трансляції | Сезон | Розклад     | Серії | Перший ефір     | Перший ефір | Останній ефір     | Останній ефір | Середній бал |
| Країна трансляції | Сезон | Розклад     | Серії | Дата            | Дата        | Дата              | Дата          | Середній бал |
| ----------------- | ----- | ----------- | ----- | --------------- | ----------- | ----------------- | ------------- | ------------ |
| Мексика           | 1     | 20:30—21:15 | 80    | 1 липня 2024 р. | 3,22        | 18 жовтня 2024 р. | 3,11          | 2,67         |

## Версії
| Рік  | Країна | Українська назва | Оригінальна назва | Кількість | Кількість | В головних ролях                                       | Компанія | Канал    |
| Рік  | Країна | Українська назва | Оригінальна назва | сезонів   | серій     | В головних ролях                                       | Компанія | Канал    |
| ---- | ------ | ---------------- | ----------------- | --------- | --------- | ------------------------------------------------------ | -------- | -------- |
| 2016 | Чилі   | Утікачки         | Preciosas         | 1         | 94        | Лорето Аравена, Франсіско Перес-Баннен, Пауло Брунетті | Canal 13 | Canal 13 |